# Jack Harris (Politiker, 1948)

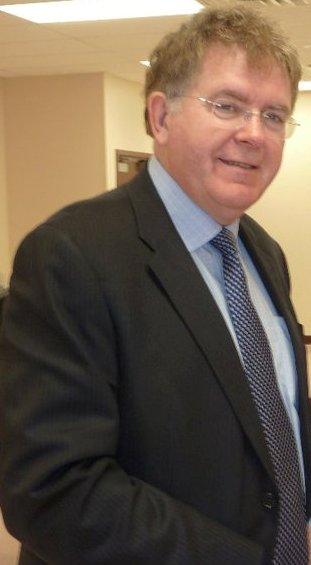
Jack Harris 2012

John James Harris (* 27. Oktober 1948 in St, John’s, Dominion Neufundland), bekannt als Jack Harris, ist ein kanadischer Journalist, Anwalt und Politiker aus Neufundland und Labrador. Harris war von 1992 bis 2006 Vorsitzender der New Democratic Party of Newfoundland and Labrador. Harris war dreimal Abgeordneter für den Wahlkreis St. John’s East im Unterhaus (1987 bis 1988, 2008 bis 2015 und 2019 bis 2021). Harris war auch Abgeordneter für den Wahlkreis Signal Hill-Quidi Vidi im Abgeordnetenhaus von Neufundland und Labrador zwischen 1990 und 2006.

## Politische Karriere
Harris wurde erstmals Abgeordneter des Unterhauses, nachdem er am 20. Juli 1987 eine Nachwahl im Wahlkreis St. John’s East gewonnen hatte. Bei der Unterhauswahl 1988 wurde er nicht wiedergewählt.

### Vorsitzender der New Democratic Party of Newfoundland and Labrador
1990 wurde Harris in einer Nachwahl in das Abgeordnetenhaus von Neufundland und Labrador gewählt. Er wurde bei den Provinzwahlen 1993, 1996, 1999 und 2003 wiedergewählt. Auf dem Parteitag im November 1992 wurde Harris zum Nachfolger von Cle Newhook als Vorsitzender der New Democratic Party of Newfoundland and Labrador gewählt. Unter Harris’ Führung konnte die Partei bei jeder Wahl Mandate gewinnen, ein historischer Durchbruch. 1997 kandidierte Harris für den Bürgermeister von St. John’s. Er verlor mit rund 100 Stimmen gegen Andy Wells. Er wurde vom zukünftigen Konservativen Premierminister von Neufundland und Labrador Danny Williams unterstützt.
Harris zog sich 2006 aus der Provinzpolitik zurück und wurde von Lorraine Michael als Parteivorsitzende der New Democratic Party of Newfoundland and Labrador abgelöst. Michael trat auch die Nachfolge von Harris als Abgeordneter für den Wahlkreis Signal Hill-Quidi Vidi an.

### Föderalpolitik
Bei den Unterhauswahlen 2008 wurde Harris erneut zum Abgeordneten des Wahlkreises St. John’s East gewählt. Das war zwanzig Jahre, nachdem er den Wahlkreis 1988 bis 1989 zum ersten Mal vertreten hatte. Er wurde mit 74 Prozent der Stimmen gewählt. 2011 wurde er mit 71 Prozent der Stimmen wiedergewählt. Harris wurde bei den Unterhauswahlen 2015 knapp geschlagen. Im Jahr 2019 gewann Harris seinen Wahlkreis mit einem Vorsprung von 6000 Stimmen zurück. Harris trat 2021 nicht zur Wiederwahl an und trat in diesem Jahr in den Ruhestand.